# Saperda submersa
Saperda submersa är en skalbaggsart som beskrevs av Cockerell 1908. Saperda submersa ingår i släktet Saperda och familjen långhorningar. Inga underarter finns listade i Catalogue of Life.